# Alluaudomyia footei
Alluaudomyia footei är en tvåvingeart som beskrevs av Wirth 1952. Alluaudomyia footei ingår i släktet Alluaudomyia och familjen svidknott. Inga underarter finns listade i Catalogue of Life.